# Acanthoscurria chacoana
Acanthoscurria chacoana is een spinnensoort uit de familie van de vogelspinnen (Theraphosidae). De wetenschappelijke naam van de soort werd voor het eerst geldig gepubliceerd in 1909 door Brèthes.
De soort komt voor in Brazilië, Bolivia, Paraguay en Argentinië.